# Дилиджан
Дилиджан (на арменски: Դիլիջան) е град, разположен в провинция Тавуш, Армения. Населението му през 2011 година е 17 712 души.

## Население
- 1990 – 23 695 души
- 2001 – 14 846 души
- 2009 – 15 601 души
- 2011 – 17 712 души